# Санта Маргерита (Падова)
Санта Маргерита је насеље у Италији у округу Падова, региону Венето.
Према процени из 2011. у насељу је живело 209 становника. Насеље се налази на надморској висини од 0 м.